# Carretera Federal 81
La Carretera Federal 81 es una carretera Mexicana que recorre el estado de Tamaulipas, inicia en Llera de Canales y termina en Villa Manuel, tiene una longitud total de 110 km.
Las carreteras federales de México se designan con números impares para rutas norte-sur y con números pares para las rutas este-oeste. Las designaciones numéricas ascienden hacia el sur de México para las rutas norte-sur y ascienden hacia el Este para las rutas este-oeste. Por lo tanto, la carretera federal 81, debido a su trayectoria de norte-sur, tiene la designación de número impar, y por estar ubicada en el Norte de México le corresponde la designación N° 81.

## Trayectoria

### Tamaulipas
Longitud = 181 km
- Llera de Canales - Carretera Federal 85
- Zaragoza - Carretera Federal 83
- González
- Villa Manuel - Carretera Federal 80 y Carretera Federal 180